# Ō-soto-gari
Ō-soto-gari es una técnica de pie fundamental e inicial en judo, que pertenece al grupo de las técnicas de pierna (Ashi-waza). Su significado es gran siega exterior o gran barrida enganchando por fuera. 
Se hace una zancadilla por detrás, mientras pasamos una mano por el hombro y con la otra agarramos la manga, lo desequilibramos hacia atrás a la vez que levantamos hacia atrás la pierna con la que estamos haciendo la zancadilla.